# کایل لاوری
کایل لاوری (انگلیسی: Kyle Lowry، زاده ۲۵ مارس ۱۹۸۶) بازیکن بسکتبال اهل ایالات متحده آمریکا است.
وی سابقه بازی در تیم‌های ممفیس گریزلیز، هیوستون راکتس و تورنتو رپترز را در کارنامه دارد، لاوری به همراه تیم ملی بسکتبال ایالات متحده آمریکا توانسته مدال طلا مسابقات بسکتبال بازی‌های المپیک تابستانی ۲۰۱۶ را کسب کند.